# Унгарска съветска република
Унгарската съветска република (на унгарски: Magyarországi Tanácsköztársaság) е съветска република, просъществувала в периода 21 март – 6 август 1919 година.
Съветският режим в Унгария е оглавен от Централен комитет, начело с Бела Кун.
Режимът вкарва в затвора критикуващи го хора. Има цензура на пресата. С цел изплащането на огромните възнаграждения на държавните служители, правителството печата пари, което води до висока инфлация. Лично Ленин дава преки заповеди на Бела Кун чрез постоянна радиокомуникация с Кремъл. Унгарската съветска република участва във военни конфликти с Кралство Румъния и Кралство Югославия. Държава се разпада на 1 август 1919 г., когато унгарците изпращат представители, които да преговарят за капитулация пред румънските сили.